# Santa María (huyện)
Huyện Santa María là một huyện (distrito) thuộc tỉnh Herrera ở Panama. Theo điều tra dân số năm 2000, huyện này có dân số 6992 người. Huyện Santa María có diện tích 158 km². Huyện lỵ đóng tại Santa María.